# Malacoraja
Malacoraja es un género de peces de la familia de los Rajidae en el orden de los Rajiformes.

## Especies
- Malacoraja kreffti (Stehmann, 1977)
- Malacoraja obscura (de Carvalho, Gomes & Gadig, 2005)
- Malacoraja senta (Garman, 1885)
- Malacoraja spinacidermis (Barnard, 1923)